# مطار زيورخ الدولي
مطار زيورخ الدولي (بالفرنسية: Aéroport international de Zurich) (إياتا:  ZRH، إيكاو:  LSZH) مطار دولي في المدينة السويسرية زيورخ يعد كبرى مطارات سويسرا ومحور خطوط الخطوط الجوية الدولية السويسرية ويدعى كذلك مطار زيورخ كلوتن، افتتح عام 1948 ويبعد 13 كيلا عن زيورخ باتجاه الشمال الشرقي, يقع في أرض مشتركة بين كلوتن ورملانق وأوبرقلات وسعته السنوية 36 مليون راكب، فاز بجائزة السفر العالمي لأفضل مطار أوروبي في عام 2010.

## شركات الطيران والوجهات

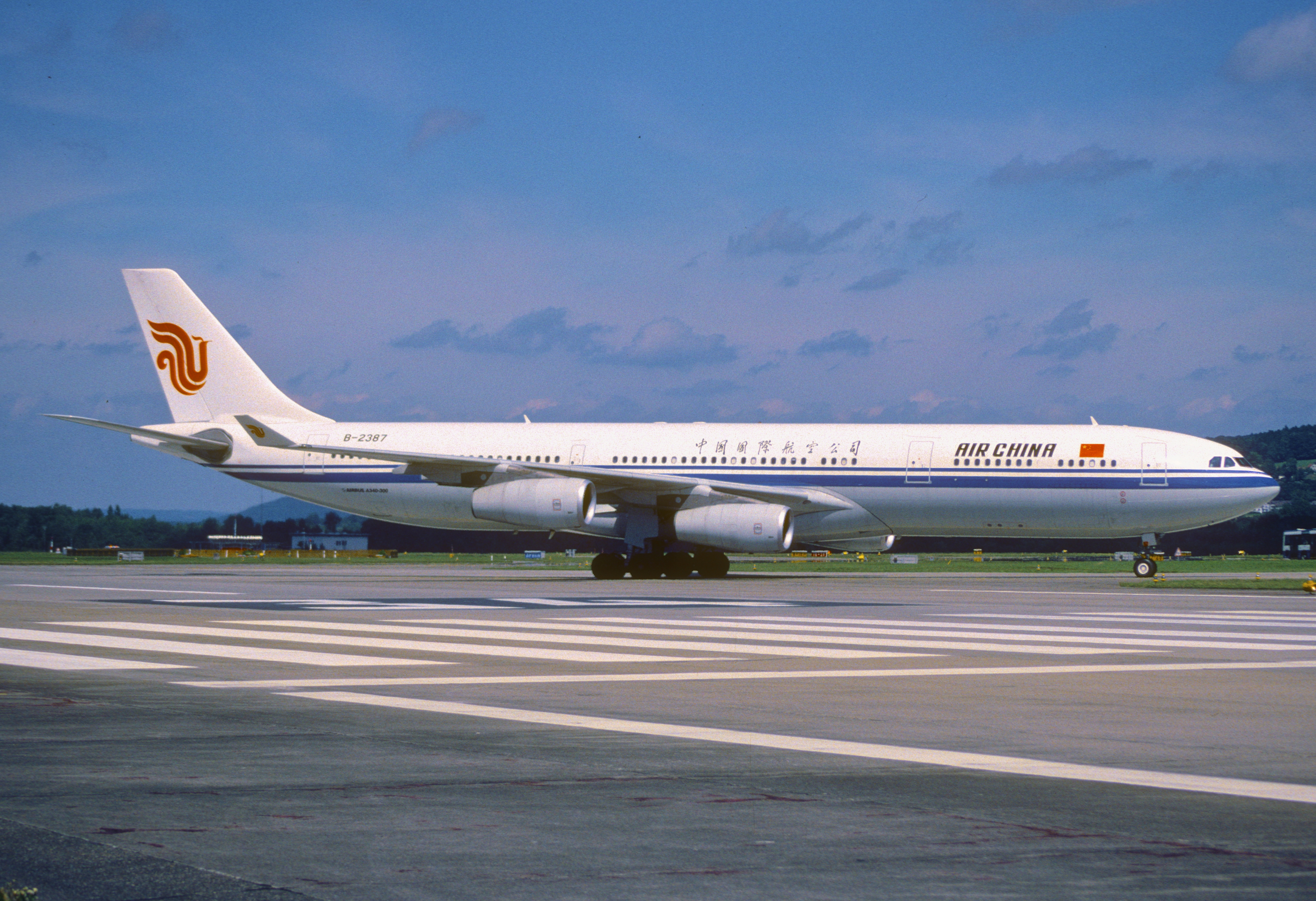
إيرباص A340-313X التابعة للخطوط الجوية الصينية (Air China) (B-2387) في مطار زيورخ الدولي، 23 أغسطس 1998

### الركاب
تقدم شركات الطيران التالية رحلات منتظمة وموسمية وعارضة في مطار زيورخ:
| شركـات طيـران                     | الوجهات |
| --------------------------------- | --- |
| طيران إيجيان                      | مطار أثينا الدولي، Thessaloniki موسمي: Heraklion |
| أير لينغس                         | مطار دبلن الدولي |
| إير كايرو                         | موسمي: مطار الغردقة الدولي، مطار مرسى علم الدولي |
| طيران كندا                        | مطار تورونتو بيرسون الدولي موسمي: مطار فانكوفر الدولي |
| إير كورسيكا                       | موسمي: مطار أجاكسيو |
| طيران أوروبا                      | مطار مدريد باراخاس الدولي |
| الخطوط الجوية الفرنسية            | مطار باريس شارل ديغول |
| طيران مالطا                       | مطار مالطا الدولي |
| طيران صربيا                       | مطار نيكولا تسلا في بلغراد موسمي: مطار قسطنطين الأكبر في نيش |
| طيران البلطيق                     | مطار ريغا الدولي |
| الخطوط الجوية الأمريكية           | مطار فيلادلفيا الدولي |
| الأناضول جت                       | مطار أنطاليا، مطار صبيحة كوكجن الدولي |
| الخطوط الجوية النمساوية           | مطار فيينا الدولي |
| الخطوط الجوية البريطانية          | مطار لندن سيتي، مطار لندن هيثرو |
| خطوط بروكسل الجوية                | مطار بروكسل الدولي |
| طيران بلغاريا                     | مطار صوفيا |
| كاثي باسيفيك                      | مطار هونغ كونغ الدولي |
| Chair Airlines                    | مطار كناريا الكبرى، مطار الغردقة الدولي، مطار مرسى علم الدولي، Ohrid، مطار ميورقة، مطار بريشتينا الدولي، مطار سكوبية الدولي، مطار تينيريفي الجنوبي موسمي: Fuerteventura، Heraklion، مطار إيبيزا، Kos، مطار لارنكا الدولي، Rhodes |
| كوندور للطيران                    | موسمي: Heraklion، مطار إيبيزا، Kos، مطار لارنكا الدولي، مطار ميورقة، Rhodes |
| Corendon Airlines                 | موسمي: مطار أنطاليا |
| الخطوط الجوية الكرواتية           | مطار زغرب موسمي: مطار دوبروفنيك، Pula، مطار سبليت |
| Cyprus Airways                    | مطار لارنكا الدولي |
| خطوط دلتا الجوية                  | مطار جون إف كينيدي الدولي |
| إيزي جيت                          | مطار برلين براندنبرغ، مطار لشبونة، مطار غاتويك، مطار لندن لوتن، مطار بورتو الدولي موسمي: مطار كاتانيا-فونتاناروسا، مطار نابولي |
| إديلويس إير                       | مطار الملكة علياء الدولي، مطار الملك حسين الدولي، Bergen، مطار إلدورادو الدولي (تبدأ في 22 نوفمبر 2023)، Cancún، Cartagena (تبدأ في 22 نوفمبر 2023)، مطار كاتانيا-فونتاناروسا، مطار إدنبرة، Fuerteventura، مطار كريستيانو رونالدو، مطار كناريا الكبرى، مطار خوسيه مارتي الدولي، مطار الغردقة الدولي، Lamezia Terme ‏، مطار لانزاروت، مطار مرسى علم الدولي، مطار سير سيووساغور رامغولام الدولي، مطار ميورقة، مطار بريشتينا الدولي، Punta Cana ‏، مطار خوان سانتاماريا الدولي، مطار سكوبية الدولي، مطار تامبا الدولي، مطار تينيريفي الجنوبي موسمي: مطار أكادير المسيرة الدولي، Akureyri (تبدأ في 7 يوليو 2023)، مطار أنطاليا، مطار باري كارل فويتيالا ‏، Biarritz (تبدأ في 23 يونيو 2023)، مطار بلباو، Boa Vista ‏، مطار ميلاس بودروم، Cagliari، مطار كالغاري الدولي، مطار كيب تاون، مطار خانية الدولي ‏، مطار باندارنيك الدولي، Corfu، Cork، مطار دالامان، مطار دنفر الدولي، مطار جربة جرجيس الدولي، مطار دوبروفنيك، مطار فارو، Figari، Heraklion، مطار تان سون نهات الدولي، مطار إيبيزا، مطار خيريز، Kalamata، مطار كليمنجارو الدولي، Kos، مطار لا بالما، مطار لارنكا الدولي، مطار هاري ريد الدولي، Liberia (CR) ‏، مطار الأقصر الدولي، مطار سيشل الدولي، مطار فيلانا الدولي، مطار مراكش المنارة الدولي، Menorca، مطار سانجستر الدولي، مطار مسقط الدولي، مطار ميكونوس، Newquay، Ohrid، Olbia، Phuket، Ponta Delgada، Preveza، Puerto Plata ‏، Pula، مطار كيفلافيك الدولي، Rhodes، Sal، Samos، Santiago de Compostela ‏، مطار سانتوريني (ثيرا) الوطني، مطار إشبيلية، مطار شرم الشيخ الدولي، مطار سكياثوس الدولي، مطار سبليت، Tivat، Tromsø، مطار فانكوفر الدولي، Varadero، Varna، مطار زاكينثوس الدولي ‏ موسمي عارض: مطار كيتيلا، Longyearbyen (تبدأ في 27 يونيو 2023)، Rovaniemi |
| إل عال                            | مطار بن غوريون الدولي |
| طيران الإمارات                    | مطار دبي الدولي |
| الخطوط الجوية الإثيوبية           | مطار أديس أبابا بولي الدولي، مطار مالبينسا |
| الاتحاد للطيران                   | مطار أبو ظبي الدولي |
| يورو وينجز                        | مطار كولونيا بون الدولي، مطار دوسلدورف الدولي، مطار هامبورغ موسمي: مطار ميورقة |
| فين إير                           | مطار هلسنكي فانتا |
| Helvetic Airways                  | موسمي: مطار أنطاليا، Harstad/Narvik، Heraklion، مطار الغردقة الدولي، مطار كيتيلا، Kos، مطار لارنكا الدولي، مطار ميورقة |
| أيبيريا (شركة طيران)              | مطار مدريد باراخاس الدولي |
| طيران آيسلندا                     | مطار كيفلافيك الدولي |
| يسرائير                           | موسمي: مطار بن غوريون الدولي |
| إيتا (شركة طيران)                 | مطار ليوناردو دا فينشي |
| الخطوط الجوية الملكية الهولندية   | مطار سخيبول أمستردام |
| كوريا للطيران                     | مطار إنتشون الدولي |
| خطوط لوت الجوية البولندية         | مطار وارسو فريدريك شوبان |
| لوفتهانزا                         | مطار فرانكفورت، مطار ميونخ الدولي |
| الطيران العماني                   | مطار مسقط الدولي |
| خطوط بيغاسوس                      | مطار صبيحة كوكجن الدولي |
| الخطوط الجوية القطرية             | مطار حمد الدولي |
| الملكية الأردنية                  | مطار الملكة علياء الدولي |
| الخطوط السعودية                   | مطار الملك خالد الدولي موسمي: مطار الملك عبد العزيز الدولي |
| الخطوط الجوية الإسكندنافية        | مطار كوبنهاغن، Oslo، مطار ستوكهولم أرلاندا |
| الخطوط الجوية السنغافورية         | مطار شانغي سنغافورة |
| Southwind Airlines                | موسمي عارض: مطار أنطاليا |
| صن إكسبريس                        | مطار إيسنبوغا الدولي، مطار أنطاليا، مطار غازي عنتاب الدولي، مطار عدنان مندريس موسمي: مطار دالامان |
| الخطوط الجوية الدولية السويسرية   | مطار أليكانتي، مطار سخيبول أمستردام، مطار أثينا الدولي، مطار سوفارنابومي الدولي، مطار برشلونة الدولي، مطار بكين داشينغ الدولي، مطار بيروت رفيق الحريري الدولي، مطار نيكولا تسلا في بلغراد، مطار برلين براندنبرغ، مطار برمينغهام، مطار بولونيا، مطار بوردو ميرينياك، مطار لوجان الدولي، مطار بريمن (تستأنف 29 أكتوبر 2023)، Brindisi، مطار بريستول، مطار بروكسل الدولي، مطار هنري كواندا الدولي، مطار بودابست فرانز ليست الدولي، مطار الوزير بيستارينيي الدولي، مطار القاهرة الدولي، مطار أوهير الدولي، مطار كوبنهاغن، مطار انديرا غاندي الدولي، Dresden، مطار دبي الدولي، مطار دبلن الدولي، مطار دوسلدورف الدولي، Florence، مطار فرانكفورت، مطار غدانسك ليخ فاونسا، مطار جنيف الدولي، Gothenburg، مطار غراتس، مطار هامبورغ، مطار هانوفر لانغنهاغن، مطار هونغ كونغ الدولي، مطار أوليفر ريجنالد تامبو، مطار كراكوف، مطار لشبونة، مطار ليوبليانا الدولي، مطار لندن سيتي، مطار لندن هيثرو، مطار لوس أنجلوس الدولي، مطار لوكسمبورغ، مطار مدريد باراخاس الدولي، مطار مالقة الدولي، مطار مانشستر، مطار مارسيليا، مطار ميامي الدولي، مطار مالبينسا، مطار مونتريال الدولي، مطار تشاتراباتي شيفاجي الدولي، مطار ميونخ الدولي، مطار نانت، مطار نابولي، مطار نيوآرك ليبرتي الدولي، مطار جون إف كينيدي الدولي، مطار نيس كوت دازور، مطار نورمبرغ، Oslo، مطار باليرمو الدولي، مطار ميورقة، مطار باريس شارل ديغول، مطار بورتو الدولي، مطار فاكلاف هافيل الدولي، مطار ليوناردو دا فينشي، مطار سان فرانسيسكو الدولي، مطار غواروليوس الدولي، مطار سراييفو الدولي، مطار شانغهاي بودنغ الدولي، مطار شانغي سنغافورة، مطار صوفيا، مطار ستوكهولم أرلاندا، مطار شتوتغارت الدولي، مطار تالين، مطار بن غوريون الدولي، Thessaloniki، مطار تيرانا الدولي، مطار ناريتا الدولي، مطار بلنسية، مطار البندقية ماركو بولو، مطار فيينا الدولي (تستأنف 28 أكتوبر 2023)، مطار فيلنيوس، مطار وارسو فريدريك شوبان، مطار فروتسواف موسمي: Billund، مطار مالطا الدولي، Sylt |
| Tailwind Airlines                 | موسمي عارض: مطار أنطاليا |
| تاب برتغال                        | مطار لشبونة، مطار بورتو الدولي |
| الخطوط الجوية الدولية التايلاندية | مطار سوفارنابومي الدولي |
| Travelcoup                        | موسمي: مطار إيبيزا (تبدأ في 18 أغسطس 2023)، مطار ميونخ الدولي (تبدأ في 30 يوليو 2023)، مطار ميورقة (تبدأ في 18 يوليو 2023) |
| الخطوط التونسية                   | مطار تونس قرطاج الدولي موسمي: مطار جربة جرجيس الدولي |
| الخطوط الجوية التركية             | مطار إسطنبول الدولي موسمي: مطار غازي عنتاب الدولي |
| Twin Jet                          | مطار ليون سانت إكسوبيري |
| الخطوط الجوية المتحدة             | مطار أوهير الدولي، مطار نيوآرك ليبرتي الدولي، مطار واشنطن دولس الدولي موسمي: مطار سان فرانسيسكو الدولي |
| خطوط فيولينغ الجوية               | مطار أليكانتي، مطار برشلونة الدولي، مطار مالقة الدولي، مطار ميورقة، Santiago de Compostela ‏ موسمي: مطار بلباو (تبدأ في 1 يوليو 2023) |

### الشحن
| شركـات طيـران         | الوجهات                               |
| --------------------- | ------------------------------------- |
| كوريا للطيران         | مطار إنتشون الدولي، مطار فيينا الدولي |
| الخطوط الجوية التركية | مطار إسطنبول الدولي                   |